# Władysław Chciuk
Władysław Chciuk (ur. 6 czerwca 1915 w Oświęcimiu, zm. 6 października 2007 w San Francisco) – polski pilot wojskowy, kawaler Krzyża Srebrnego Orderu Wojennego Virtuti Militari.

## Życiorys
Był synem Michała i Marii zd. Śpiewak, był starszym bratem Tadeusza i Andrzeja Chciuków. W 1934 ukończył Państwowe Liceum i Gimnazjum im. Króla Władysława Jagiełły w Drohobyczu, gdzie należał do harcerstwa.
Ukończył w 1939 roku Szkołę Podchorążych Lotnictwa w Dęblinie z lokatą 100 i w stopniu podchorążego skierowany do III/2 dywizjon myśliwski w Krakowie. W momencie wybuchu II wojny światowej awansowany do stopnia podporucznika.
W kampanii wrześniowej brał udział jako pilot myśliwski w składzie 121 eskadry myśliwskiej.
W dniu 17 września otrzymał rozkaz ewakuacji do Rumunii i samolotem PZL P.11c przeleciał na lotnisko Czerniowiec, skąd odleciał do Jassy, a potem Galati. Tam wraz z pozostałymi pilotami został zatrzymany i umieszczony w obozie. Z obozu zbiegł w październiku 1939 roku i przez Jugosławię i Grecję dotarł do Pireusu, skąd statkiem „Pułaski” dotarł do Marsylii.
Po dotarciu do Francji został przydzielony do tzw. grupy „Montpellier” i wszedł w skład 4 klucza. W dniu 29 marca 1940 roku klucz został przydzielony do Groupe de Chasse III/1 w Toul Croix de Metz. Po rozpoczęciu kampanii francuskiej, dywizjon brał udział w walkach na terenem Belgii, Holandii i Luksemburga. W czasie tych walk Chciuk zestrzelił niemiecki samolot. W tym czasie dwukrotnie był zestrzelony, lecz wracał do swojej jednostki.
Po upadku Francji wraz ze swoimi mechanikami przez Afrykę Północną, Gibraltar udaje się do Wielkiej Brytanii, gdzie wstępuje do RAF i otrzymuje numer służbowy P-0548. Zostaje przydzielony do tworzącego się 308 Krakowskiego dywizjonu myśliwskiego. W składzie tego dywizjonu w ramach tzw. operacji „Circus” w 1941 roku rozpoczął loty nad Francję. W dniu 24 lipca 1941 roku w czasie takiego lotu nad Francję, zestrzelił swój kolejny samolot, lecz sam został również zestrzelony i uległ poparzeniu, po wyleczeniu trafił do obozu jenieckiego, gdzie przebywał do końca wojny. Przebywał m.in. w obozach: Oflag X C Lübeck, Oflag VI B Warburg i Stalagu Luft III w Żaganiu, gdzie uczestniczył w budowie tunelu przy pomocy którego w nocy z 23/24 marca 1944 roku uciekło 76 jeńców wojennych.
Po zakończeniu wojny powrócił do Wielkiej Brytanii i kontynuował służbę w lotnictwie. Został zdemobilizowany w stopniu kapitana.
Początkowo przebywał w Wielkiej Brytanii, gdzie ożenił się z uczestniczką powstania warszawskiego, a wobec niemożliwości powrotu do Polski, w tym czasie jego bracia wyjechali z Polski zagrożeni aresztowaniem, w 1951 roku wyjechał do Stanów Zjednoczonych. Początkowo mieszkał w Milwaukee, gdzie pracował jako tokarz i malarz. W 1965 roku wyjechał wraz z rodziną do San Francisco, gdzie mieszkał do śmierci i gdzie został pochowany.

## Ordery i odznaczenia
- Krzyż Srebrny Virtuti Militari nr 9199[4]
- Krzyż Walecznych – dwukrotnie[7],
- Medal Lotniczy[7]